# Drivin' Me Wild
Drivin' Me Wild to trzeci singel Commona z jego siedemnastego albumu studyjnego zatytułowanego Finding Forever. Utwór został wyprodukowany przez Kanye Westa. Zawiera sample utworu  "Love Has Fallen on Me" amerykańskiego zespołu Rotary Connection. Gościnnie w singlu pojawiła się Lily Allen. W Wielkiej Brytanii utwór był pierwszym singlem rapera z jego nowego albumu. Singel był notowany na listach przebojów tylko w Wielkiej Brytanii, gdzie dotarł do 56. miejsca na liście UK Singles Chart. Nakręcono do niego także teledysk, którego reżyserią zajął się Chris Robinson.

## Personel
Informacje z not albumu Finding Forever.
- Twórcy tekstu: Lonnie Lynn, Kanye West, Charles Stepney, Lloyd Webber
- Producent: Kanye West
- Rejestrator: Anthony Kilhoffer, Neil Baldock
- Miksowanie: Jimmy Douglas
- Klawisze: Omar Edwards

## Notowania
| Lista (2007)     | Najwyższa pozycja |
| ---------------- | ----------------- |
| UK Singles Chart | 56                |